# Fernando Sepúlveda y Lucio
Fernando Sepúlveda y Lucio (Brihuega, 1825-Brihuega, 1883) fue un farmacéutico, botánico, arqueólogo y cronista español, alcalde de su localidad natal.